# Техніко-економічна система планування
Техніко-економічне планування (англ. Techno-economic modelling) (ТЕП) — планування обсягів економічного ефекту від роботи компанії або підприємства; виконання розрахунків необхідних ресурсів; розробка заходів технічного й організаційного розвитку компанії або підприємства.
ТЕП є системою розрахунків й розробки планів технічного, економічного, організаційного й соціального розвитку підприємств, спрямованою на виконання робіт у відповідних планових періодах замовлень й угод.

ТЕП передбачає розробку цілісної системи показників розвитку техніки і економіки підприємства у їх єдності та взаємозалежності як за місцем, так і за часом дії. У результаті цього етапу планування обґрунтовуються оптимальні обсяги роботи компанії або підприємства з урахуванням обліку взаємодії попиту й пропозиції продуктів або послуг, обираються необхідні виробничі ресурси, і встановлюються раціональні норми їх використання, визначаються кінцеві фінансово-економічні показники тощо.
ТЕП включає у собі сукупність планів з різним напрямам діяльності компанії або підприємства. Сукупність цих планів перестала бути постійної, а залежить від внутрішніх відносин. У разі командно-адміністративної системи управління економікою компанії або підприємства розробляли так званий план комплексного економічного розвитку. Використовує принципи і рішення з планування низки аспектів діяльності компанії або підприємства й сьогодні, хоча здебільшого ця систему планування застаріла.
Основним засобом ТЕП є система управління проектами.
ТЕП ведеться технологом, проект менеджером, керівником проектів, диспетчером, контролером, координатором.
Техніко-економічний план має вигляд таблиці; ID діаграми]; структурної схеми WBS, RBS, OBS; Гістограми або класичного графіку.

## Розділи техніко-економічного планування
1. Загальна характеристика підприємства з описом своєї продукції і надання послуг.
2. План маркетингу.
3. Характеристика технічного потенціалу.
4. План виробництва.
5. У планах підприємств також виділяють:
 — план за працею і збільшення заробітної платі;
 — план по недоліків виробництва;
 — план матеріально-технічного постачання.
6. Фінансовий план.